# Марано деј Марзи (Л'Аквила)
Марано деј Марзи (итал. Marano dei Marsi) је насеље у Италији у округу Л'Аквила, региону Абруцо.
Према процени из 2011. у насељу је живело 19 становника. Насеље се налази на надморској висини од 904 м.